# Minority Report
Minority Report é um conto de ficção científica escrito por Philip K. Dick e publicado em 1956.
A narrativa tem lugar numa sociedade futurista onde os crimes de homicídio são prevenidos antes que eles ocorram, graças ao auxílio de indivíduos, conhecidos como precogs (ver 'precognição'), capazes de ver o futuro. Apesar das divergências entre o filme Minority Report, de Steven Spielberg (estrelado por Tom Cruise), e o conto, em ambos os casos a personagem principal é o líder de uma divisão especial da polícia que evita os crimes previstos por um conjunto de três precogs. Subitamente descobre que ele próprio será um assassino, o que o leva a tentar contrariar o seu "destino" traçado pelos precogs - e portanto a pôr em causa o próprio sistema. Para o desenrolar da narrativa (quer no conto quer no filme) desempenha um papel fundamental a existência de relatórios minoritários, isto é, o fato de a previsão de um dos precogs ser por vezes divergente da dos outros dois, o que abre a possibilidade de diversos futuros potenciais, recuperando parcialmente—mas não necessariamente, o que é uma das mais importantes diferenças entre conto e filme—a ideia de livre arbítrio que é posta em causa pela própria premissa da narrativa.